# Eduarda Mansilla

Eduarda Mansilla, 1860 (Foto aus dem Privatarchiv ihres Urenkels, Manuel Rafael García-Mansilla)

Eduarda Damasia Mansilla Ortiz de Rozas de García (* 11. Dezember 1834; † 20. Dezember 1892) war eine argentinische Schriftstellerin, Journalistin und Komponistin.

## Leben

### Vorbemerkung
Das längere Zeit umstrittene Geburtsdatum (es kursierten in diversen Literaturgeschichten und Sekundärwerken Versionen von 1834 bis 1838) konnte 2007 von María Rosa Lojo zweifelsfrei geklärt werden, da ihr von den Nachkommen der Schriftstellerin Dokumente zur Verfügung gestellt wurden, aus denen der Geburtstag 11. Dezember 1834 eindeutig hervorgeht.

### Biographie
Als zweites Kind von Agustina Ortiz de Rozas und Lucio Norberto Mansilla, einem argentinischen General und Gouverneur der Provinz Entre Ríos geboren, war Eduarda Mansilla mütterlicherseits Nichte des Diktators Juan Manuel de Rosas und somit Angehörige einer äußerst privilegierten Schicht. Ihr Bruder, Lucio Victorio Mansilla (1831–1913), sollte später nicht nur wegen seiner militärischen Erfolge gegen die letzten noch existierenden indigenen Völker im Süden Argentiniens berühmt werden, sondern auch wegen seiner Aufzeichnungen über diese so genannte „Campaña del Desierto“ (unter dem Titel Una excursión a los indios ranqueles, 1870).
Schon als Kind galt Eduarda als „polyglottes Mädchen“, weil sie ein großes Interesse für Fremdsprachen hatte. Angeblich wurde sie von ihrem Onkel sogar als Übersetzerin bei Staatsbesuchen herangezogen. Sie war auch musikalisch begabt, konnte in vier Sprachen singen und komponierte auch Musikstücke (Kammermusik, Lieder, z. B. „Une larme“ über ein Gedicht von Lamartine oder eine Vertonung von Victor Hugo).
Am 31. Januar 1855 heiratete sie in der Kirche San Miguel Arcángel in Buenos Aires, ein Ereignis, das von der argentinischen Presse als „Vereinigung von Romeo und Julia“ bezeichnet wurde, denn ihr Gatte, Manuel Rafael García Aguirre, stammte sozusagen aus einer „feindlichen“ Familie: Sein Vater war eingefleischter Unitarier und Außenminister unter dem ersten argentinischen Präsidenten Bernardino Rivadavia und als solcher erbitterter Feind des Diktators Rosas gewesen. Beim Tod von Rosas 1877 beschlossen die Kinder auf Anregung ihrer Eltern, fortan die Zunamen García-Mansilla mit Bindestrich zu schreiben, als Zeichen der nationalen Aussöhnung der beiden verfeindeten Parteien.
Manuel García war Diplomat in USA, Frankreich und Österreich, daher kam auch Eduarda als „mitreisende Diplomatengattin“ viel in der Welt herum: 1860 unternahm das Ehepaar eine Reise in die USA (die Erinnerungen daran legte sie in Recuerdos de viaje nieder, veröffentlicht mehr als 20 Jahre später in Buenos Aires, 1882). 1863 kamen sie nach Paris, wo Eduarda Mansilla 1869 auf Französisch Pablo ou la vie dans les pampas als Fortsetzungsroman in der Zeitschrift L’artiste veröffentlichte, der auf großes Interesse von Victor Hugo stieß (1870 von ihrem Bruder Lucio als Pablo o el hombre de las pampas ins Spanische übersetzt). Darin zeigt sie auch die Schattenseiten des Bürgerkriegs auf und geht an das Problem des Gaucho aus ungewöhnlicher Sicht heran.
Sie arbeitete in diversen Zeitungen mit, z. B. La Flor del Aire (1864), El Alba 1868, El Plata Ilustrado 1871–73, La Ondina del Plata, La Gaceta Musical 1879–1882 und El Nacional. Ihr Mann wurde nach London versetzt, später wieder nach Paris. Schließlich begleitete sie ihn nicht mehr nach London, sondern ließ ihn mit ihren sechs Kindern zurück und kehrte 1879 allein nach Buenos Aires zurück, wo sie bis 1884 verblieb. Von da an widmete sich Mansilla ganz der Literatur, was ihr von der Gesellschaft sehr übel genommen wurde (man vermutete einen Liebhaber dahinter). 1884 stattete sie ihrer Familie einen Besuch in London ab, später begleitete sie ihren Sohn Daniel auf seinen ersten diplomatischen Missionen, während ihr Gatte mit den beiden jüngsten Söhnen nach Wien zog. Als ihr Mann 1887 dort unerwartet starb, nahm sie die vier jüngsten Kinder zu sich und kehrte mit ihnen 1890 endgültig nach Buenos Aires zurück. Dort verfiel sie wieder nahezu in Schweigen und es wurde still um sie; auch die Gesundheit ließ zu wünschen übrig (sie war herzkrank). Fortan widmete sie sich intensiv ihren noch unverheirateten Kindern. Sie starb erst 57-jährig an einer Herzkrankheit am 20. Dezember 1892 in Buenos Aires; es wurde ihr ein großes Begräbnis mit Gedenkfeier in der Catedral Metropolitana de Buenos Aires veranstaltet.

## Werk
Zusammen mit Juana Manso de Noronha und Juana Manuela Gorriti war Eduarda Mansilla eine der ersten bedeutenden Schriftstellerinnen im neu entstandenen Staat Argentinien. Sie schrieb nicht nur Romane, Essays und Dramen, sondern auch Zeitungsartikel und Musikkritik.
Ihren ersten Roman El médico de San Luis (1860) veröffentlichte sie in Buenos Aires unter dem Pseudonym „Daniel“, aus Angst, den „guten Namen“ ihrer Familie zu kompromittieren (später sollte sie einen ihrer Söhne so nennen, der seinerseits die Werke seiner Mutter herausgab). Im selben Jahr erschien der historische Roman Lucía Miranda über eine legendäre Gestalt der Eroberung und Besiedelung des Río-de-la-Plata-Gebietes durch die Spanier im 16. Jahrhundert, in dem Mansilla der interkulturellen Begegnung zwischen Weißen und Indigenen besonderes Augenmerk schenkt.
Ihr Leben war sehr bewegt, und ihre literarische Produktion könnte noch viel größer sein, wenn nicht auf einer der vielen Reisen eine Truhe mit Manuskripten verloren gegangen wäre, wie ihr Sohn Daniel García-Mansilla in seinen Memoiren Visto, oído y recordado erzählt: Dramen in Prosa, wie María, El testamento, Los Carpani, Ajenas culpas und anderes.

### Stil und literarische Besonderheiten
Manchmal verfällt Mansilla in einen barocken Stil, voll Gefühlsüberschwang, mit der Zeit jedoch bringt sie es, auch durch die Routine des Journalismus, zu einem eigenständigen Ausdruck. Sie ist eine Frau des Establishments, eine kosmopolitische Autorin, lebte in einer mondänen Umgebung und teilte auch nicht die soziale Unruhe einer Rosa Guerra oder Juana Manso de Noronha. Ihre Stärke ist die genaue Beobachtung (vor allem in den Reiseerinnerungen, wo sie sehr eigenständige Urteile über andere Kulturen, Rechtssysteme und Staatsformen, aber auch über die Beziehungen zwischen den Geschlechtern zum besten gibt, diese auch ständig in Beziehung mit dem eigenen argentinischen Hintergrund bringt). Als viel gereiste Frau kann sie auch alte Dichotomien wie den von Domingo Faustino Sarmiento geprägten Widerspruch zwischen „Zivilisation und Barbarei“ relativieren. Nicht zuletzt ist Eduarda Mansilla die erste Kinderbuchautorin Argentiniens, die in ihren Märchen typisch „argentinische“ Elemente in Anlehnung an die von deutschen und französischen Romantikern etablierte Gattung einbringen will, was auch von Sarmiento sehr gelobt wurde. Sie schrieb in einer Übergangszeit zwischen Romantik und Realismus und ist daher in keiner der in Argentinien in der Literaturgeschichte etablierten „Generationen“ (jene von 1837 oder jene von 1880) richtig einzuordnen.

### Romane
- El médico de San Luis (1860, erschien zuerst als Fortsetzungsroman in La Tribuna).
- Lucía Miranda (1860). Moderne Ausgabe: Ed., introd. y notas de María Rosa Lojo 1. Auflage, Madrid: Iberoamericana [u. a.], 2007. - 359 S. (Textos y estudios coloniales y de la Independencia; 14 ) ISBN 978-84-8489-284-7
- Pablo ou la vie dans les pampas (1869) (spanisch: Pablo o el hombre de las pampas 1870). Moderne Ausgabe: 1. ed. [Argentinien]: Editorial Confluencia, 1999. 185 S. ISBN 987-9362-00-4 Angeblich damals auch ins Deutsche und Englische übersetzt.[6]

### Drama
- Simila similibus (Einakter, Komödie, um 1873)
- La marquesa de Altamira. Drama en 3 actos y un prólogo, Buenos Aires: Imprenta de "la Universidad", 1881. Prosadrama
- Ajenas culpas 1883
- Los Carpani (unveröffentlicht, Uraufführung 1883, Text gilt als verschollen)

### Erzählungen, Kurzgeschichten, Novellen
- El Ramito de Romero
- Dos cuerpos en un alma
- Un amor (novela). Buenos Aires, Impr. de "El Diario", 1885

### Erinnerungen, Reiseliteratur
- Recuerdos 1880 (erschien in Fortsetzungen in La Gaceta Musical), in Buchform Recuerdos de viaje, Buenos Aires: Imprenta de Juan A. Alsina, 1882. Moderne Ausgabe: Ed. J. P. Spicer-Escalante. 1. ed. Buenos Aires: Stock Cero, 2006. 126 S. ISBN 987-1136-57-9

Cuentos von Eduarda Mansilla, Titelbild der Erstausgabe von 1880 (aus dem Privatarchiv ihres Urenkels, Manuel Rafael García-Mansilla)

### Kinderliteratur
- Cuentos (Märchen, Buenos Aires, Imprenta de la República 1880)

### Diverses
- Creaciones 1883 (Erzählungen und Theater)

### Kompositionen
- Cantares 1882 (für Gesang und Klavier, nach Gedichten von Adolfo Mitre)
- Octobre (Romanze, Text von François Coppée)
- Brunette (Ballade)
- Yo no sé si te quiero (Lied)
- Se alquila (Bolero)

## Besonderheiten der Rezeption
Die argentinische Schriftstellerin María Rosa Lojo hat 1999 einen Roman über sie geschrieben: Una mujer de fin de siglo.
Obwohl Eduarda Mansilla in ihrem Testament verboten hatte, ihre Werke neu aufzulegen, sind in letzter Zeit einige moderne Neuauflagen in Argentinien erschienen.

## Übersetzung ins Deutsche
- Pablo, oder, Das Leben in den Pampas. Berlin: Otto Janke, [1870]. Hg. von Johanna Moellenhoff. (Otto Janke's Ausländische Roman-Collection). [Exemplare in der Bayerischen Staatsbibliothek München, an der University of Chicago und an der Duke University]